# Henry Home
Henry Home, appelé aussi Lord Kames (1696- 27 décembre 1782) était un philosophe écossais du siècle des Lumières, juge, avocat mais aussi écrivain et agronome. 

## Biographie
Né à Kames dans le Berwickshire, il devint avocat et l'un des chefs de file des Lumières écossaises. Membre fondateur de la société philosophique d'Édimbourg et de la Select Society aux côtés de David Hume ou Adam Smith. Il acquit le titre de Lord en 1752. Ses essais lancent une réflexion sur le concept de propriété.

## Œuvre
- Essays upon Several Subjects in Law (1732)
- Essays on the Principles of Morality and Natural Religion (1751)
- Introduction to the Art of Thinking (1761)
- Elements of Criticism (1762)
- Sketches of the History of Man (1774).